# 役場救急
役場救急（やくばきゅうきゅう）とは、常備消防（消防本部）が設置されていない地方公共団体において、消防吏員の身分を有していない地方公共団体の職員が行う救急搬送業務のことである。

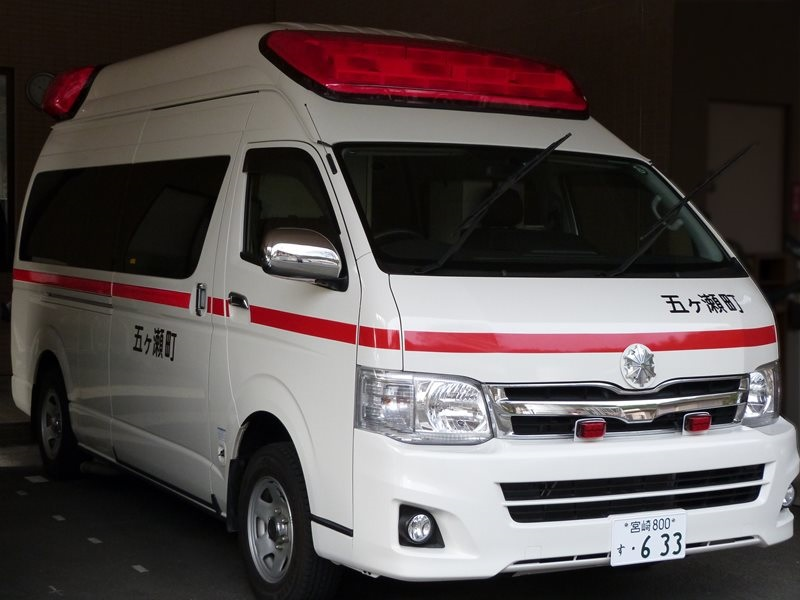
役場救急の例（宮崎県五ヶ瀬町）現在、五ヶ瀬町は西臼杵広域行政事務組合消防本部が担当している。

## 概要
地方公共団体が当該区域における消防事務（消防・救急業務）を行なうために設置する常備消防機関である消防本部は、一般的に地方公共団体単独の設置によるか、他の市町村と地方公共団体の組合を設立して共同で消防本部を運営する形で設置されている。しかし、人口・財政上の問題、地方公共団体立地の状況により消防本部を設置できない、または地方公共団体の組合に参加していない市町村がある。その中でも、他の地方公共団体の消防本部に消防業務を委託をしていない市町村を「消防非常備市町村」と呼ぶ。
消防非常備市町村は2019年現在、国内に0市7町22村の計29地方公共団体（消防本部一覧#常備消防未設置町村を参照）ある。（消防非常備市町村は全市町村の1.7%）
既に常備消防が置かれている市町村でも消防署所より著しく離れた地区においては、支所等に患者搬送車が配置され消防本部救急車に引き渡すまでの搬送を行っている事例も存在した。
山村へき地の消防署所においては、救急車の配置が1台であるのにもかかわらず近隣署所から迅速な応援を受けることが困難なことも珍しくない。そのため、消防常備化以前の体制と同様に村診療所の患者搬送車を村職員が運用し、消防分署救急車出動中に続発する救急要請に対応している奈良県下北山村のような例も存在する。
消防組織法第9条により、「地方公共団体は消防本部・消防署・消防団の全部もしくは一部を設置しなければならない」とされている為、非常備消防町村では、消防団のみを保有し、消防業務を行っている。その一方で、救急業務は町村の事務所が引き受けるいわゆる「役場救急」（19町村）や、町村に属する診療所職員が引き受ける「診療所救急」が5町村で行われている。
総務省消防庁の調査では2015年現在で役場救急を実施していた31町村のうち、ほとんどの町村が役場対応であり、民間委託は2町村（行政職の町村職員が対応できない時間に警備会社職員が医師・看護師とともに対応するケース、タクシー会社に搬送を委託するケース）だけであった。また、役場救急では救急救命士資格がなくても従事可能であるが、一般的な医療行為はできない。（なお、救急救命士資格を持った職員が同乗すれば通常の救急業務と同等の医療行為が可能である。）
役場救急の中には、民間委託を行う町村もある。（日本救急システムの項参照）